# 私权利
私權利，也稱私權，相對於公權力；由非公權機關介入的私人和團體所擁有的權利。規範私權利的是私法，它依據意思自治的原則。